# Gaj Oławski (gromada)
Gaj Oławski – dawna gromada, czyli najmniejsza jednostka podziału terytorialnego Polskiej Rzeczypospolitej Ludowej w latach 1954–1972.
Gromady, z gromadzkimi radami narodowymi (GRN) jako organami władzy najniższego stopnia na wsi, funkcjonowały od reformy reorganizującej administrację wiejską przeprowadzonej jesienią 1954 do momentu ich zniesienia z dniem 1 stycznia 1973, tym samym wypierając organizację gminną w latach 1954–1972.
Gromadę Gaj Oławski z siedzibą GRN w Gaju Oławskim utworzono – jako jedną z 8759 gromad na obszarze Polski – w powiecie oławskim w woj. wrocławskim, na mocy uchwały nr 24/54 WRN we Wrocławiu z dnia 2 października 1954. W skład jednostki weszły obszary dotychczasowych gromad Gaj Oławski, Jaczkowice (z Czernicą), Marszowice (z Czmielowem) i Pełczyce ze zniesionej gminy Polwica oraz Nowy Otok ze zniesionej gminy Wierzbno w tymże powiecie. Dla gromady ustalono 13 członków gromadzkiej rady narodowej.
1 stycznia 1960 gromadę zniesiono, a jej obszar połączono ze zniesioną gromadą Niwnik w tymże powiecie, tworząc nową gromadę Godzinowice tamże.